# Gustave Doyen
Gustave Doyen (Festieux, 1836 – Fontainebleau, 1923) è stato un pittore francese.

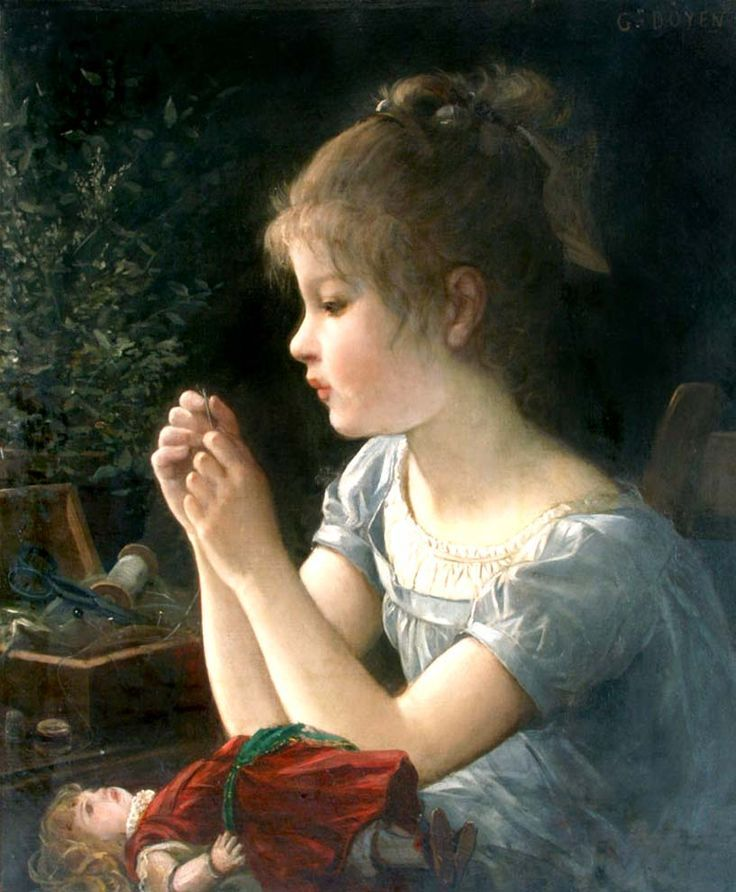
Bambina con la sua bambola

Pittore accademico, è stato allievo ed assistente di William Bouguereau, specializzato nelle scene di genere e nei ritratti.

## Opere
- La lettura interrotta
- Gelosia
- La passeggiata
- Contemplazione
- Giovanetta con una brocca
- Giovanetta che lustra una padella di rame
- Giovanna d'Arco
- La bagnante
- Bambina con la bambola
- La donna con le tortore
- All'alba (acquarello)
- La vecchia
- Giovane bellezza dal velo rosso
- Bambina dal vestito bianco
- La sorella maggiore
- Nel giardino segreto

## Galleria d'immagini

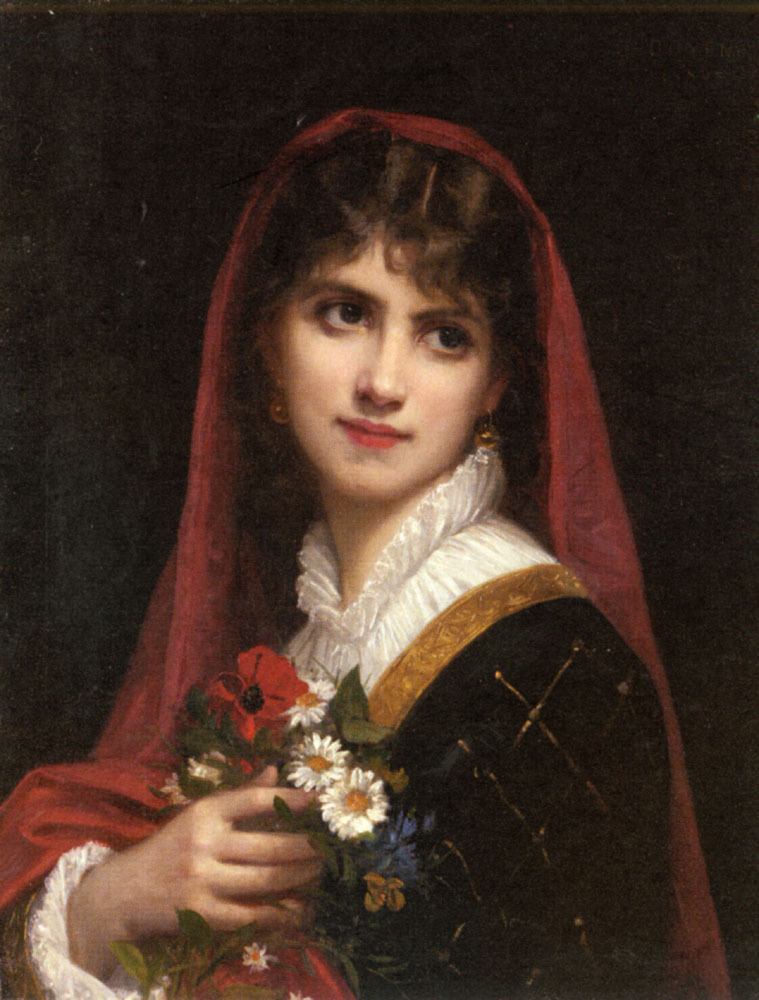
Giovane bellezza col velo rosso
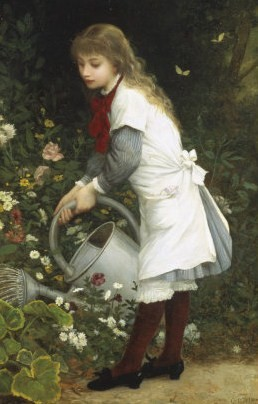
Nel giardino segreto
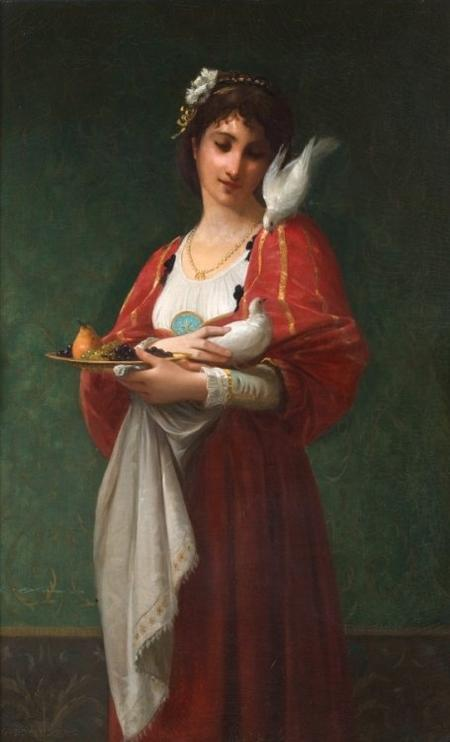
La donna con le tortore
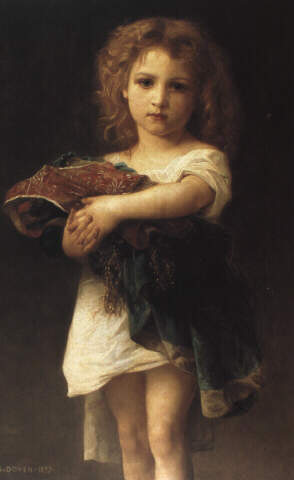
Bambina dal vestito bianco